# ماکوتو اوکوبو
ماکوتو اوکوبو (انگلیسی: Makoto Okubo؛ زادهٔ ۳ مهٔ ۱۹۷۵) بازیکن فوتبال اهل ژاپن است.
از باشگاه‌هایی که در آن بازی کرده‌است می‌توان به باشگاه فوتبال سانفریس هیروشیما اشاره کرد.